# Tiébata
Tiébata är en ort i Burkina Faso.   Den ligger i regionen Cascades, i den sydvästra delen av landet, 400 km sydväst om huvudstaden Ouagadougou. Tiébata ligger 277 meter över havet och antalet invånare är 949.
Terrängen runt Tiébata är platt. Runt Tiébata är det glesbefolkat, med 12 invånare per kvadratkilometer.. Närmaste större samhälle är Farakorosso, 9,2 km sydväst om Tiébata.
Omgivningarna runt Tiébata är huvudsakligen savann.